# Joseph Glidden

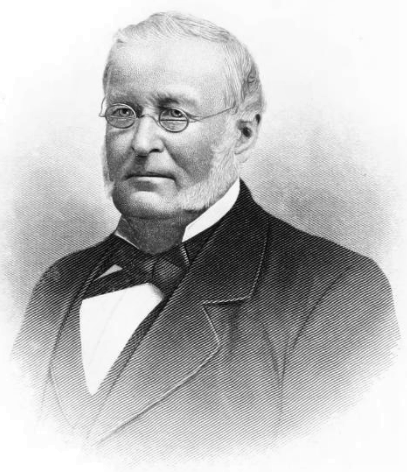
Joseph Glidden

Joseph Farwell Glidden (Charlestown, 18 januari 1813 – DeKalb, 1906) was een Amerikaanse boer die het prikkeldraad patenteerde, een product dat voor altijd de ontwikkeling van het Amerikaanse Westen veranderde.
Glidden werd geboren in New Hampshire, zijn familie verhuisde later naar Clarendon, New York. In 1843 verhuisde hij met zijn vrouw Clarisse Foster naar Illinois. Zij en haar twee zoons stierven kort na de verhuizing, waarna Glidden in 1851 trouwde met Lucinda Warne. 
Hij ontwikkelde het prikkeldraad door gebruikmaking van een koffiemolen waarmee hij de weerhaken maakte. Hij plaatste de weerhaken langs een draad en draaide een andere draad hier omheen om de weerhaken op hun plaats te houden. Glidden patenteerde het prikkeldraad in 1874. Zijn vinding werd echter betwist en hij raakte hierdoor al gauw verwikkeld in een juridisch gevecht. Uiteindelijk won hij deze strijd en richtte de "Barb Fence Company" op in DeKalb. Hij werd extreem rijk door zijn uitvinding. Nog voor zijn dood in 1906 was hij een van de rijkste personen in Amerika. Zijn vermogen werd getaxeerd op een miljoen dollar (voor die tijd een enorm bedrag), waarbij inbegrepen een hotel, een molen, een fabriek, een krant en landbouwgronden in Illinois en Texas.
Van 1852 tot 1874 bekleedde hij een aantal officiële functies voor DeKalb County, zoals sheriff, lid van de Board of Supervisors, lid van het uitvoerende comité voor de landbouw, lid van de raad van bestuur van schooldirecteuren, vicepresident van de DeKalb Nationale Bank, directeur van de North Western Railroad. Verder was hij eigenaar van de DeKalb Rolling Mill, het Glidden House Hotel, de DeKalb Chronicle en de "Glidden Felt Pad Industry". In 1876 was hij de democratische kandidaat voor het senatorschap van Illinois. Door zijn rijkdom kon hij veel schenkingen doen aan kerkinstellingen en scholen, o.a. de plaatselijke school werd opgericht door zijn toedoen en gebouwd, als de Northern Illinois Normal School, op zijn eigen landerijen. In 1957 werd de naam van deze school gewijzigd in de "Northern Illinois University".
De stad Glidden, in Iowa is naar hem genoemd.
- Gemeinsame Normdatei: 105600570X
- Virtual International Authority File: 310509198
- WorldCat: E39PBJf48gd9j4FGmQJqJ47fv3